# A kiábrándult királylány
A kiábrándult királylány (eredeti cím: Disenchantment) 2018-ban indult amerikai televíziós 2D-s számítógépes animációs sorozat Matt Groeningtől. Az animációs játékfilmsorozat producerei Reid Harrison, David X. Cohen, Deanna Maclellan, Lee Supercinski, Jeny Batten, M. Dickson és Rich Fulcher, a zeneszerzője Matt Groening. A tévéfilmsorozat The ULULU Company és a Rough Draft Studios gyártásában készült.
Az első évad első fele tíz epizódot tartalmaz és 2018. augusztus 17-én jelent meg, míg a második fele 2019. szeptember 20-án, ami szintúgy tíz epizódot tartalmaz. 2018 októberében a Netflix berendelte a sorozat második évadját, amely 20 epizódot tartalmazott, ebből tíz epizód 2021. január 15-én debütált, a maradék tíz pedig 2022. február 8-án.

## Ismertető
Ez az animációs sorozat Tiabeanie hercegnő kalandjairól szól és, hogy kiderítsen minden titkot ami körülveszi őt a királyságban.

## Szereplők

### Főszereplők
| Szereplő                  | Eredeti hang     | Magyar hang    |
| ------------------------- | ---------------- | -------------- |
| Tiabeanie hercegnő        | Abbi Jacobson    | Csifó Dorina   |
| Luci                      | Eric Andre       | Szabó Máté     |
| Pendergast                | Eric Andre       | Varga Gábor    |
| Elfo                      | Nat Faxon        | Szalay Csongor |
| Zøg király                | John DiMaggio    | Faragó András  |
| Una királyné              | Tress MacNeille  | Molnár Zsuzsa  |
| Csodaföldi Derek királyfi | Tress MacNeille  | Baráth István  |
| A tündér                  | Tress MacNeille  |                |
| Merkimer herceg           | Matt Berry       |                |
| Herold                    | David Herman     | Seder Gábor    |
| Guysbert                  | David Herman     |                |
| Jerry                     | David Herman     |                |
| Odval                     | Maurice LaMarche | Kassai Károly  |
| Nyurga Jó                 | Maurice LaMarche | Németh Gábor   |
| Bunty                     | Lucy Montgomery  |                |
| The Enchantress           | Lucy Montgomery  |                |
| Varázsló                  | Billy West       | Csuha Lajos    |
| A bolond                  | Billy West       |                |
| Gumó                      | Billy West       |                |
| Papó                      | Billy West       |                |
| King Rulo                 | Billy West       |                |
| Stan a hóhér              | Noel Fielding    | Holl Nándor    |
| Dagmar királyné           | Sharon Horgan    | Bertalan Ágnes |

### Visszatérő szereplők
| Szereplő | Eredeti hang | Magyar hang   |
| -------- | ------------ | ------------- |
| Puszi    | Jeny Batten  |               |
| Ursula   | Jeny Batten  |               |
| Tess     | Jeny Batten  |               |
| Cloyd    | Rich Fulcher |               |
| Kuka     | Rich Fulcher | Kossuth Gábor |

## Magyar változat
- Magyar szöveg: Torma Péter
- Vágó: Wünsch Attila
- Hangmérnök: Hollósi Péter
- Gyártásvezető: Vígvári Ágnes
- Szinkronrendező: Szalay Csongor
- A szinkront a Direct Dub Studios készítette.

## Epizódok
| Évad | Évad | Rész | Epizódok | Eredeti sugárzás     | Magyar sugárzás      | Adó |
| ---- | ---- | ---- | -------- | -------------------- | -------------------- | --- |
|      | 1    | 1    | 10       | 2018. augusztus 16.  | 2019. november 19.   |     |
|      | 1    | 2    | 10       | 2019. szeptember 20. | 2019. szeptember 20. |     |
|      | 2    | 3    | 10       | 2021. január 15.     | 2021. január 15.     |     |

### 1. évad (2018-2019)
| Sor.    | Év.     | Cím                                                                                                 | Rendező                   | Író                                 | Premier                                   |
| 1. rész | 1. rész | 1. rész                                                                                             | 1. rész                   | 1. rész                             | 1. rész                                   |
| ------- | ------- | --------------------------------------------------------------------------------------------------- | ------------------------- | ----------------------------------- | ----------------------------------------- |
| 1.      | 1.      | Egy hercegnő, egy manó és egy démon bemegy a bárba (A Princess, an Elf and a Demon Walk into a Bar) | Dwayne Carey-Hill         | Matt Groening és Josh Weinstein     | 2018. augusztus 16. 2019. november 19.    |
| 2.      | 2.      | Akiért a malac röfög (For Whom the Pig Oinks)                                                       | Frank Marino              | David X. Cohen                      | 2018. augusztus 16. 2019. november 19.    |
| 3.      | 3.      | A sötétség hercegnője (The Princess of Darkness)                                                    | Wes Archer                | Rich Fulcher                        | 2018. augusztus 16. 2019. november 19.    |
| 4.      | 4.      | Vérfürdős buli a kastélyban (Castle Party Massacre)                                                 | David D. Au               | Jeff Rowe                           | 2018. augusztus 16. 2019. november 19.    |
| 5.      | 5.      | Gyorsabban, hercegnő, ölj, ölj! (Faster, Princess! Kill! Kill!)                                     | Ira Sherak                | Reid Harrison                       | 2018. augusztus 16. 2019. november 19.    |
| 6.      | 6.      | Mocsár és ragyogás (Swamp and Circumstance)                                                         | Albert Calleros           | Eric Horsted                        | 2018. augusztus 16. 2019. november 19.    |
| 7.      | 7.      | A szerelem lágy őrjöngésében (Love's Tender Rampage)                                                | Peter Avanzino            | Jeny Batten és M. Dickson           | 2018. augusztus 16. 2019. november 19.    |
| 8.      | 8.      | A halhatatlanság korlátai (The Limits of Immortality)                                               | Brian Sheesley            | Patric Verrone                      | 2018. augusztus 16. 2019. november 19.    |
| 9.      | 9.      | Légy hű magadhoz, Elfo! (To Thine Own Elf Be True)                                                  | Frank Marino              | Shion Takeuchi                      | 2018. augusztus 16. 2019. november 19.    |
| 10.     | 10.     | Álomföldje veszélyben (Dreamland Falls)                                                             | Wes Archer                | Bill Oakley                         | 2018. augusztus 16. 2019. november 19.    |
| 2. rész |         | |                           |                                     |                                           |
| 11.     | 1.      | A kiábrándult (The Disenchantress)                                                                  | Albert Calleros           | Shion Takeuchi                      | 2019. szeptember 20. 2019. szeptember 20. |
| 12.     | 2.      | Út a pokolba (Stairway to Hell)                                                                     | Dwayne Carey-Hill         | David X. Cohen                      | 2019. szeptember 20. 2019. szeptember 20. |
| 13.     | 3.      | A dolog (The Very Thing)                                                                            | Frank Marino              | Andrew Burrell                      | 2019. szeptember 20. 2019. szeptember 20. |
| 14.     | 4.      | Vadász a magányos szív (The Lonely Heart Is a Hunter)                                               | David D. Au               | Ben Ward                            | 2019. szeptember 20. 2019. szeptember 20. |
| 15.     | 5.      | A mi testünk, a mi Elfünk (Our Bodies, Our Elves)                                                   | Wes Archer                | Adam Briggs                         | 2019. szeptember 20. 2019. szeptember 20. |
| 16.     | 6.      | Az álomgyári meló (The Dreamland Job)                                                               | Ira Sherak                | Jeny Batten és M. Dickson           | 2019. szeptember 20. 2019. szeptember 20. |
| 17.     | 7.      | A szerelem nyálas ölelése (Love's Slimy Embrace)                                                    | David D. Au és Ira Sherak | Eric Horsted                        | 2019. szeptember 20. 2019. szeptember 20. |
| 18.     | 8.      | Saját szavaival (In Her Own Write)                                                                  | Ira Sherak                | Bill Oakley                         | 2019. szeptember 20. 2019. szeptember 20. |
| 19.     | 9.      | A villanyherceg (The Electric Princess)                                                             | Edmund Fong               | Jamie Angell                        | 2019. szeptember 20. 2019. szeptember 20. |
| 20.     | 10.     | Tiabeanie bukása (Tiabeanie Falls)                                                                  | Peter Avanzino            | Patric M. Verrone és Josh Weinstein | 2019. szeptember 20. 2019. szeptember 20. |

### 3. évad (2021)
| Sor.    | Év.     | Cím                                                | Rendező                              | Író                                | Premier                           |
| 3. rész | 3. rész | 3. rész                                            | 3. rész                              | 3. rész                            | 3. rész                           |
| ------- | ------- | -------------------------------------------------- | ------------------------------------ | ---------------------------------- | --------------------------------- |
| 21.     | 1.      | Honvágy a föld alatt (Subterranean Homesick Blues) | Brian Sheesley                       | Ken Keeler és Patric M. Verrone    | 2021. január 15. 2021. január 15. |
| 22.     | 2.      | Te vagy Bean (You're the Bean)                     | Edmund Fong                          | Jameel Saleem                      | 2021. január 15. 2021. január 15. |
| 23.     | 3.      | A gyilkos fegyver (Beanie Get Your Gun)            | Ira Sherak                           | Liz Suggs                          | 2021. január 15. 2021. január 15. |
| 24.     | 4.      | Szigorúan bizalmas (Steamland Confidential)        | Crystal Chesney-Thompson és Ed Tadem | Bill Odenkirk                      | 2021. január 15. 2021. január 15. |
| 25.     | 5.      | Elég a csodabogarakból! (Freak Out!)               | Raymie Muzquiz                       | Josh Weinstein                     | 2021. január 15. 2021. január 15. |
| 26.     | 6.      | Az utolsó csobbanás (Last Splash)                  | Lauren MacLullan és Jeff Myers       | Deanna MacLellan és Michael Saikin | 2021. január 15. 2021. január 15. |
| 27.     | 7.      | Rossz hold kelt fel (Bad Moon Rising)              | Dwayne Carey-Hill                    | Liz Elverenli                      | 2021. január 15. 2021. január 15. |
| 28.     | 8.      | A malac hazatalál (Hey, Pig Spender)               | Brian Sheesley                       | Abe Groening                       | 2021. január 15. 2021. január 15. |
| 29.     | 9.      | Zog király megőrül (The Madness of King Zøg)       | Edmund Fong                          | Patric M. Verrone                  | 2021. január 15. 2021. január 15. |
| 23.     | 10.     | Bean alászáll (Bean Falls Down)                    | Ira Sherak                           | Jameel Saleem                      | 2021. január 15. 2021. január 15. |

### 4. rész (2022)
| sz. összességében | szám részben | Cím                                              | Rendezte                            | Írta                                                        | Original release date |
| ----------------- | ------------ | ------------------------------------------------ | ----------------------------------- | ----------------------------------------------------------- | --------------------- |
| 31                | 1            | "Love Is Hell"                                   | Crystal Chesney-Thompson & Ed Tadem | Bill Odenkirk                                               | 2022. február 9       |
| 32                | 2            | "The Good, The Bad, and the Bum-Bum"             | Raymie Muzquiz                      | Jamie Angell                                                | 2022. február 9       |
| 33                | 3            | "The Cabinet of Dr. Chazzzzz"                    | Jeff Myers                          | Liz Suggs                                                   | 2022. február 9       |
| 34                | 4            | "Goon Baby Goon"                                 | Brian Sheesley                      | Patric M. Verrone                                           | 2022. február 9       |
| 35                | 5            | "The Pitter-Patter of Little Feet"               | Edmund Fong                         | Bill Odenkirk & Josh Weinstein                              | 2022. február 9       |
| 36                | 6            | "What to Expect When You're Expecting Parasites" | Ira Sherak                          | Jameel Saleem                                               | 2022. február 9       |
| 37                | 7            | "The Unbearable Lightning of Bean"               | Peter Avanzino                      | Adam Briggs                                                 | 2022. február 9       |
| 38                | 8            | "Spy Vs. Spy Vs. Spy"                            | Crystal Chesney-Thompson & Ed Tadem | Jamie Angell & Patric M. Verrone                            | 2022. február 9       |
| 39                | 9            | "The Goo-Bye Girl"                               | Jeff Myers                          | Abe Groening, Bill Odenkirk & Michael Saikin                | 2022. február 9       |
| 40                | 10           | "Bean Falls Apart"                               | Edmund Fong                         | Rich Fulcher, Jameel Saleem, Matt Groening & Josh Weinstein | 2022. február 9       |